# Iwona Węgrowska
Iwona Stanisława Węgrowska (ur. 17 maja 1982 w Żorach) – polska piosenkarka, autorka tekstów i celebrytka.
W latach 2004–2007 wokalistka zespołu Abracadabra (później: Abra), z którym wydała dwa albumy studyjne, Abra! (2004) i Czekam na miłość (2005). Od 2008 artystka solowa, wydała dwa albumy studyjne: Iwona Węgrowska (2008) i Dzielna (2010). Pierwszy z nich promowała m.in. singlem „Pokonaj siebie”, nagranym z zespołem Feel, który był przebojem w rozgłośniach radiowych. Z drugiego albumu pochodzi m.in. singiel „Uwięziona”, z którym zajęła trzecie miejsce w finale Krajowych Eliminacji do 55. Konkursu Piosenki Eurowizji. W trakcie kariery muzycznej nagrywała z Marianem Lichtmanem, Piotrem Kupichą, Piotrem Rubikiem, Magdą Femme, Dr. Dre, Liroyem i DKA.
Działalność Węgrowskiej jest powszechnie komentowana w mediach, między innymi za sprawą kiczowatego wizerunku, skandali obyczajowych i sensacyjnych wypowiedzi dotyczących życia prywatnego, które głosi za pośrednictwem mediów społecznościowych i w programach typu talk-show.
Była uczestniczką, bohaterką bądź gościem w wielu programach rozrywkowych. Wystąpiła w sztuce teatralnej Jeśli kochać, to Cygana. Prowadzi czynnie działalność charytatywną.

## Życiorys
Jest córką Krystyny i Władysława Węgrowskich. Pochodzi z rodziny o muzycznych tradycjach: jej dziadek i ojciec grali na akordeonie, a babcia oraz rodzice śpiewali. Ma starszego o pięć lat brata Remigiusza. W wieku siedmiu lat zaczęła uczęszczać na lekcje śpiewu i gry na gitarze. W dzieciństwie brała udział w wielu konkursach muzycznych. Będąc w szkole podstawowej, założyła swój pierwszy zespół muzyczny Żmije, w którym śpiewała z koleżankami. W 1994 ze szkolnym kolegą założyła zespół o nazwie Iwmar. Ukończyła studia psychologiczne.
Profesjonalną karierę muzyczną zaczynała w zespole Abracadabra, który z czasem zmienił nazwę na Abra. W 2002 wydali debiutancki singiel „W naszym domu”, a 17 sierpnia 2004 – pierwszy album studyjny, zatytułowany po prostu Abra!. Płytę promowali singlami „Blisko tak” i „Zwyczajna dziewczyna”, dotarli z nią do 34. miejsca oficjalnej Listy Sprzedaży. W 2004, chcąc wypromować zespół, wzięła udział w piątej edycji reality show Polsatu Bar. W 2005 wydali z zespołem drugi album studyjny pt. Czekam na miłość, który promowali singlami: „Zaczaruj mnie”, „Ostatnie tango w Paryżu”, „Długi” i „Le luxe”. Z tym ostatnim zajęli trzecie miejsce w wewnętrznych eliminacjach do 50. Konkursu Piosenki Eurowizji. W 2007 zespół został rozwiązany.

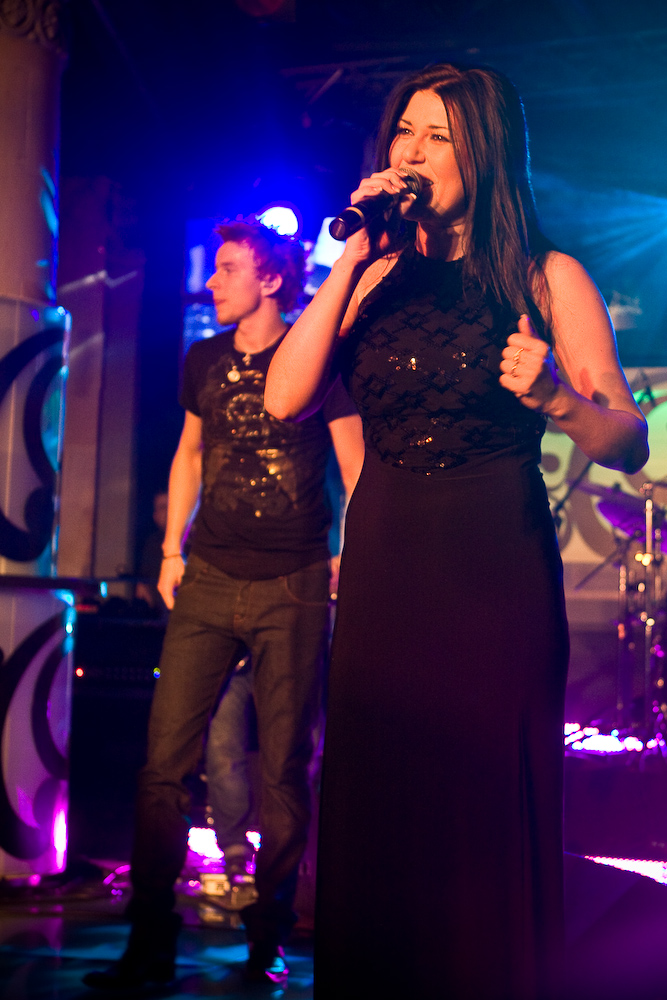
Węgrowska (2008)

W 2007 wystąpiła w rozbieranej sesji zdjęciowej dla magazynu „CKM”. W 2008 zadebiutowała solowo, pojawiając się gościnnie w utworze zespołu Feel „Pokonaj siebie”, z którym osiągnęli sukces komercyjny. Dzięki teledyskowi do piosenki zostali wyróżnieni nagrodą publiczności dla najlepszego wykonawcy na 17. Festiwalu Polskich Wideoklipów Yach Film 2008. 28 października wykonała pierwszy solowy singiel „4 lata” w programie Kuby Wojewódzkiego, a 15 listopada wystąpiła jako gość muzyczny w programie rozrywkowym Polsatu Jak oni śpiewają, w którym wraz z Piotrem Kupichą zaśpiewała piosenki „Pokonaj siebie” i „Jak anioła głos”. 28 listopada wydała debiutancki album studyjny, zatytułowany po prostu Iwona Węgrowska, który promowała singlami: „4 lata”, „Kiedyś zapomnę” i „Zatem przepraszam”. W styczniu 2009 zgłosiła się z pochodzącą z albumu piosenką „Kiedyś zapomnę” do programu Piosenka dla Europy 2009, mającego wyłonić reprezentanta Polski w 54. Konkursie Piosenki Eurowizji. Po niezakwalifikowaniu się do stawki finałowej zarzuciła TVP zagubienie zgłoszenia, co zostało później zdementowane przez stację. 5 kwietnia wystąpiła jako gość muzyczny w programie rozrywkowym TVN Taniec z gwiazdami, w którym zaśpiewała piosenkę „Pokonaj siebie” z Piotrem Kupichą. 24 kwietnia odebrała Nagrodę Muzyczną Eski za „radiowy debiut roku”. 1 maja zaśpiewała piosenkę „Ty i ja – mój sen” w programie Hit Generator. Przed występem w konkursie poparzyła prawą stronę strun głosowych, wskutek czego na osiem miesięcy straciła głos, przez co zmagała się z depresją. 22 maja nagrane przez nią piosenki „Magiczna noc” i „Nie wiń mnie” znalazły się na albumie Piotra Rubika pt. RubikOne, który dotarł do szóstego miejsca oficjalnej listy sprzedaży (OLiS). 7 sierpnia z piosenką „Zatem przepraszam” zajęła 13. miejsce podczas Sopot Hit Festiwal 2009.

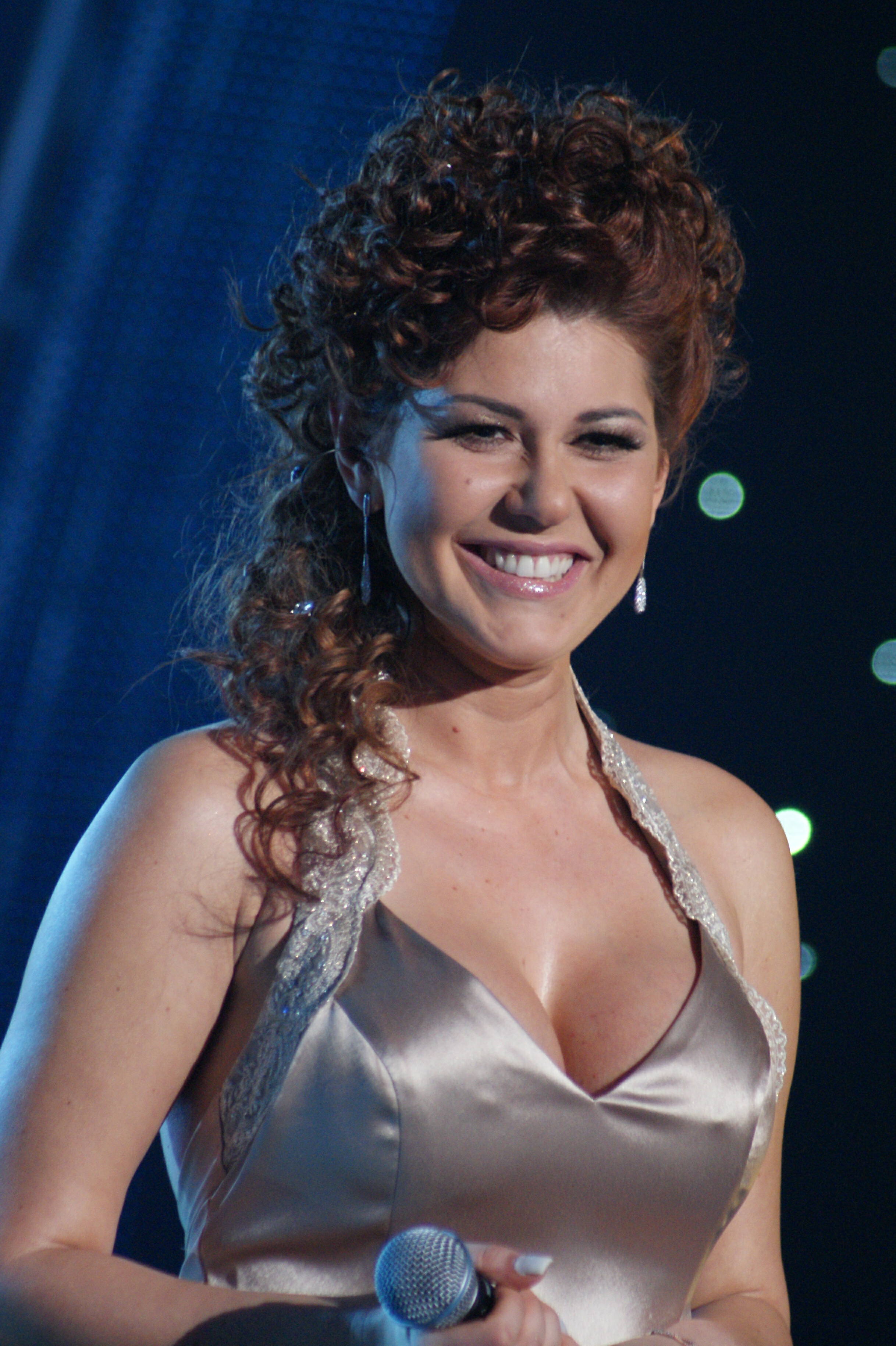
Węgrowska w finale Krajowych Eliminacji do 55. Konkursu Piosenki Eurowizji (2010)

14 lutego 2010 z utworem „Uwięziona” zajęła trzecie miejsce w finale Krajowych Eliminacji do 55. Konkursu Piosenki Eurowizji. W sierpniu wystąpiła z piosenką „Zasientiabriło” podczas Festiwalu Piosenki Rosyjskiej w Zielonej Górze. W czerwcu premierę miał teledysk do piosenki „Jak diament”, którą nagrała z Magdą Femme. 28 sierpnia zajęły z utworem szóste miejsce na Bydgoszcz Hit Festiwal 2010. 18 października wydała drugi solowy album pt. Dzielna. W 2012 uczestniczyła w programie rozrywkowym Eska TV Kilerskie karaoke. W pierwszej połowie roku wydała singiel „Jestem” i piosenkę „Tango”, nagraną z zespołem Chanel. Występowała w spektaklu Jeśli kochać, to Cygana w Teatrze Sabat Małgorzaty Potockiej. 20 grudnia 2012 opublikowała świąteczny utwór „Ten magiczny czas”. W 2013 nagrała cover utworu „Jesteś szalona” zespołu Boys. 4 października wydała utwór „Las Vegas”, który stworzyła przy współpracy z Dr. Dre. Wydała również francuskojęzyczną wersję utworu pt. „Paris”. Singlem promowała trzeci album studyjny, którego premiera miała odbyć się jesienią 2012, jednak płyta nigdy nie ujrzała światła dziennego. W grudniu opublikowała pastorałkę „Witaj Jezu”, który zadedykowała ojcu, zmarłemu w styczniu 2013.

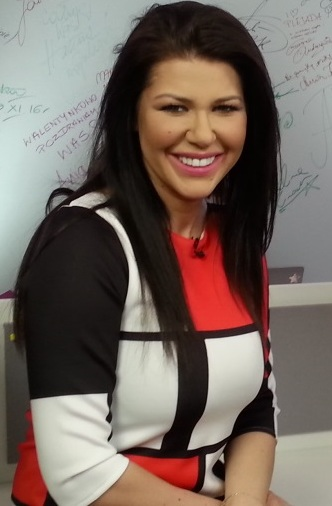
Węgrowska (2017)

Na początku 2014 ogłosiła rozpoczęcie współpracy menedżerskiej z Marianem Lichtmanem, z którym w 2006 nagrała piosenkę „Mogę wszystko ci dać”. Do końca 2014 wydała dwa single: „Atak serca” (w duecie z Liroyem) i „Kocham inaczej”, do którego zrealizowała teledysk z udziałem osób homoseksualnych. W styczniu 2015 zapowiedziała wydanie kolejnego albumu studyjnego, nad którym pracowała z Tomaszem Lubertem, jednak płyta nigdy nie ujrzała światła dziennego. W lutym zagrała kilka koncertów charytatywnych dla mieszkańców Słupska, co było efektem jej współpracy z ówczesnym prezydentem miasta, Robertem Biedroniem. W kolejnych miesiącach wydała dwa single, „Licznik strat” i „Biegnijmy w stronę słońca”, w którym gościnnie pojawił się raper DKA, a także gościła w jednym z odcinków programu kulinarnego Polsatu Hell’s Kitchen. Piekielna kuchnia (2015). W 2016 zaprezentowała piosenkę „Walcz”, a w 2017 – „Tańczę dla Ciebie” i „Alone”, z którą bez powodzenia zgłosiła się do krajowych eliminacji do 62. Konkursu Piosenki Eurowizji. Obie piosenki były szeroko krytykowane przez odbiorców. W 2018 nawiązała współpracę ze śpiewaczką operową Dominiką Zamarą, z którą nagrała i wydała włoskojęzyczny utwór „Con le ali del tempo”. Ich występ z piosenką w programie Dzień dobry TVN był szeroko krytykowany z powodu wykonania go z playbacku. 27 lutego 2019 wystąpiła w Łodzi wraz z dziesiątką innych artystów podczas koncertu Artyści przeciw nienawiści, zorganizowanym w celu zwrócenia uwagi na problem z powszechnym hejtem internetowym. 6 maja wydała singiel „Kobiecy świat”, do którego zrealizowała teledysk. Również w 2019 była bohaterką jednego z odcinku programu TVN Style Sablewska od stylu. Na okazje.

## Charakterystyka muzyczna i inspiracje
Jej głos klasyfikuje się jako posiadający cztery oktawy. W repertuarze wykonuje głównie ballady. Nagrała również kilka piosenek tanecznych oraz utwór operowy. Sama swą twórczość określa jako popowo-rockową.
Inspiruje się postaciami Whitney Houston, Céline Dion i Michaela Jacksona, których twórczości słuchała w dzieciństwie. Podziwia Beatę Kozidrak.

## Wizerunek
Jej styl ubierania się jest często krytykowany przez media oraz osoby publiczne związane z branżą modową, w tym byłe modelki Karolinę Malinowską i Joannę Horodyńską oraz fotografa Marcina Tyszkę. W 2019 nawiązała współpracę ze stylistką Mają Sablewską.

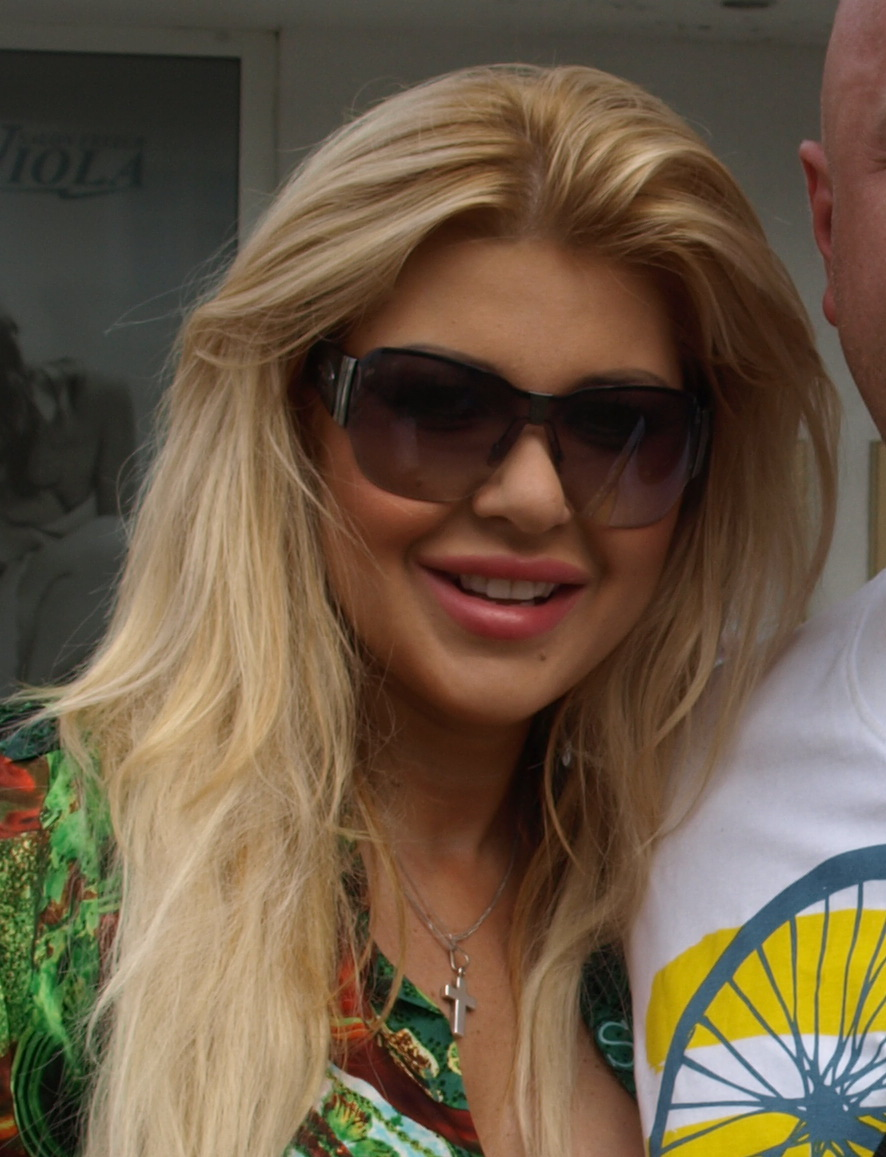
Węgrowska (2012)

W 2004 przeszła operację powiększenia piersi. Dwukrotnie powiększyła usta kwasem hialuronowym.
W styczniu 2013 została pomówiona przez „Super Express” o świadczenie usług seksualnych podczas wyjazdu do Francji na przełomie lat 2007/2008, czemu wielokrotnie zaprzeczała, np. podczas zwołanej konferencji prasowej z udziałem dziennikarzy i fotoreporterów.
Była gościem licznych talk-shows: Kuba Wojewódzki Show (2009, 2012), 20m2 (2012), Spanie z gwiazdami (2013) i Gwiazdy Cejrowskiego (2017), ponadto regularnie gości w programach śniadaniowych Dzień dobry TVN i Pytanie na śniadanie, w których występuje jako gość muzyczny, ekspertka lub bohaterka reportaży poświęconych jej życiu prywatnemu i działalności artystycznej.

## Życie prywatne
Deklaruje się jako osoba wierząca w Boga.
Przez dziewięć lat była związana z kompozytorem Andrzejem Mrowcem. Następnie spotykała się z przedsiębiorcą Adamem Danielakiem. 13 marca 2013 w Las Vegas poślubiła Krzysztofa Madeyskiego, naukowca i producenta muzycznego pochodzącego z Los Angeles. W sierpniu 2013 zalegalizowali małżeństwo w Polsce, a Węgrowska po ślubie przyjęła nazwisko dwuczłonowe. Partnerowi dedykowała piosenkę „Las Vegas”. W październiku 2014 rozwiodła się z mężem.
9 lipca 2015 urodziła córkę Lilię, o której w 2018 nagrała piosenkę „Lilia”. Ojcem dziecka jest Maciej Marcjanik, który ma jeszcze syna i dwie córki z poprzedniego związku. Para kilkukrotnie rozstawała się i schodziła, aż definitywnie zakończyła związek w 2023.

## Dyskografia
Albumy studyjne:
| Rok                                               | Dane dot. albumu | Pozycja na liście |
| Rok                                               | Dane dot. albumu | POL               |
| ------------------------------------------------- | --- | ----------------- |
| 2003                                              | Zaczaruj mnie (z zespołem Abra) - Wydany: 2003 - Wytwórnia: Agencja Kultury - Formaty: CD                              | –                 |
| 2004                                              | Abra! (z zespołem Abra) - Wydany: 19 sierpnia 2004 - Wytwórnia: Sony Music - Formaty: CD, digital download             | 34                |
| 2005                                              | Czekam na miłość (z zespołem Abra) - Wydany: 2005 - Wytwórnia: Agencja Kultury Konkret - Formaty: CD, digital download | –                 |
| 2008                                              | Iwona Węgrowska - Wydany: 28 listopada 2008 - Wytwórnia: EMI Music Poland - Formaty: CD, digital download              | –                 |
| 2010                                              | Dzielna - Wydany: 18 października 2010 - Wytwórnia: EMI Music Poland - Formaty: CD, digital download                   | 79[a]             |
| „–” oznacza, że album nie był notowany na liście. | |                   |

Uwagi
- a^ Zestawienie miesięczne za październik 2010. Lista bestsellerów przygotowywana na podstawie danych pochodzących z firm fonograficznych, opracowana przez ZPAV.

Single
| Rok                                                | Tytuł                                              | Pozycje na listach | Album           |
| Rok                                                | Tytuł                                              | AirPlay            | Album           |
| -------------------------------------------------- | -------------------------------------------------- | ------------------ | --------------- |
| 2008                                               | „Pokonaj siebie” (Feel feat. Iwona Węgrowska)      | 5                  | Feel            |
| 2008                                               | „4 lata”                                           | –                  | Iwona Węgrowska |
| 2009                                               | „Kiedyś zapomnę”                                   | –                  | Iwona Węgrowska |
| 2009                                               | „Magiczna moc” (Piotr Rubik feat. Iwona Węgrowska) | –                  | RubikOne        |
| 2009                                               | „Zatem przepraszam”                                | –                  | Iwona Węgrowska |
| 2010                                               | „Uwięziona”                                        | –                  | Dzielna         |
| 2010                                               | „Jak diament” (oraz Magda Femme)                   | –                  | –               |
| 2010                                               | „Dzielna”                                          | –                  | Dzielna         |
| 2012                                               | „Jestem”                                           | –                  | –               |
| 2013                                               | „Las Vegas” / „Paris”                              | –                  | –               |
| 2014                                               | „Atak serca” (feat. Liroy)                         | –                  | –               |
| 2014                                               | „Kocham inaczej”                                   | –                  | –               |
| 2015                                               | „Licznik strat”                                    | –                  | –               |
| 2015                                               | „Biegnijmy w stronę słońca” (feat. DKA)            | –                  | –               |
| 2016                                               | „Walcz”                                            | –                  | –               |
| 2017                                               | „Alone”                                            | –                  | –               |
| 2017                                               | „Tańczę dla Ciebie”                                | –                  | –               |
| 2019                                               | „Kobiecy świat”                                    | –                  | –               |
| 2020                                               | „Niegrzeczna”                                      | –                  | –               |
| 2020                                               | „Nie potrafię kochać mniej”                        | –                  | –               |
| 2021                                               | „Nic na siłę”                                      | –                  | –               |
| 2021                                               | „Nas dwoje” (feat. Power Play)                     | –                  | –               |
| 2022                                               | "Mr. Fake"                                         | –                  | –               |
| 2023                                               | "Wojna serc" (feat.Dj. Casprov)                    | –                  | –               |
| 2024                                               | "Na zawsze" (feat. Paweł Markiewicz)               | –                  | –               |
| 2024                                               | "Na do widzenia" (feat. Paweł Markiewicz)          | –                  | –               |
| 2024                                               | „Demony przeszłości”                               | –                  | –               |
| „–” oznacza, że singel nie był notowany na liście. |                                                    |                    |                 |